# Sarah Michelle Gellar
Sarah Michelle Prinze (Née: Gellar - Nova Iorque, 14 de abril de 1977), é uma atriz e produtora norte-americana. Conhecida por estrelar filmes de diversos gêneros, principalmente durante os anos 90 onde interpretou vários papeis em filmes de terror a tornando uma das rainhas do grito mais famosas dos anos 90. Recebeu uma indicação ao Globo de Ouro de melhor atriz em série dramática por Buffy The Vampire Slayer em 2001. Ganhou notoriedade primeiramente ao interpretar Kendall Hart na série All My Children e Sydney na série Swans Crossing. Ficou conhecida ao estrelar a série Buffy the Vampire Slayer de 1997 a 2003. Também atuou em filmes de sucesso, como I Know What You Did Last Summer, Cruel Intentions, Scream 2, Scooby-Doo, Scooby-Doo 2: Monstros à Solta e The Grudge.
Gellar alcançou reconhecimento internacional por sua interpretação de  Buffy Summers na série Buffy the Vampire Slayer (1997–2003) da WB/UPN, que lhe rendeu um Saturn Award, e indicações ao Globo de Ouro e ao TCA Award.  Seus filmes arrecadaram mais de US$ 570 milhões nas bilheterias mundiais, com créditos incluindo Eu Sei o Que Vocês Fizeram no Verão Passado (1997), Pânico 2 (1997), Segundas Intenções (1999), Scooby-Doo (2002), Scooby-Doo 2: Monstros à Solta (2004), The Grudge (2004), Southland Tales (2006), TMNT (2007) e Do Revenge (2022).
Fora do cinema, Gellar foi a atração principal de Ringer (2011–2012) da CW , The Crazy Ones (2013–2014) da CBS e Wolf Pack (2023) da Paramount+, além de fornecer trabalho de voz para Robot Chicken (2005–2018), Star Wars Rebels (2015–2016) e Masters of the Universe: Revelation (2021). Em 2015, ela foi cofundadora da Foodstirs , uma empresa de panificação de comércio eletrônico.  Ela lançou seu próprio livro de receitas, Stirring Up Fun with Food , em 2017.

## Biografia
Gellar nasceu em Nova Iorque, filha única de Rosellen, uma professora de jardim-de-infância, e Arthur Gellar, um trabalhador de ramo de vestuário. Seus pais eram judeus, embora a família de Gellar tivesse o costume de ter uma árvore de Natal durante os períodos de festas, ao longo de sua infância.
Gellar tem ascendência húngara, por parte de mãe, e russa, por parte de pai. Ambos judeus asquenazes. 
Em 1984, quando tinha 7 anos de idade, seus pais se divorciaram e ela passou a ser criada apenas por sua mãe no Upper East Side. Frequentou a Professional Children's School e graduou-se na escola secundária Fiorello H. LaGuardia em 1995. Gellar ficou afastada de seu pai até sua morte, em 9 de outubro de 2001, de câncer de fígado.
Aos 4 anos de idade, começou a fazer propagandas para o Burger King, e até mesmo sendo banida do McDonald's (Por fazer propaganda contra o McDonald's).

## Carreira
Sarah Michelle Gellar (ou Sassy, seu apelido)[carece de fontes?] foi descoberta por um agente quando tinha 4 anos de idade.
Logo depois ela estava fazendo seu primeiro filme, An Invasion of Privacy (1983), feito para a televisão. Além de uma longa lista de filmes, também apareceu em vários comerciais de TV. Sua descoberta veio com a série de TV Swans Crossing (1992).
Durante o ano de 1997 tornou-se mais conhecida no cinema, quando apareceu em dois filmes: I Know What You Did Last Summer  e Scream 2. Mas ela é mais famosa pela série de televisão Buffy The Vampire Slayer (1997), quando foi indicada em 2001 para o Globo de Ouro de melhor atriz em série dramática. Participou também do filme, Cruel Intentions (1999), como a vilã Kathryn Merteuil. Na publicação de 1999 das 100 Mulheres Mais Sensuais da FHM, ficou na primeira classificação.
Em 1999 participou do clipe da música Sour Girl da banda de rock americana Stone Temple Pilots.
Ganhou um prêmio Emmy por seu desempenho como Kendall Hart em All My Children. Gellar participou de 4 episódios de, Saturday Night Live. Em 2000, foi convidada para interpretar Debbie em 1 episódio da série, Sex and the City, o episódio foi, "Escape from New York". Gellar emprestou sua voz para as séries, King of the Hill, Hercules, The Simpsons no episódio "The Wandering Juvie" como Gina e em vários episódios de Robot Chicken.
Sarah fez, desde então, vários filmes, incluindo, a comédia romântica de baixíssimo orçamento e bilheteria Simply Irresistible, Cruel Intentions e Scooby-Doo fazendo papel da adorável Daphne Blake. E mais tarde, foi mencionada pela personagem no episódio especial de dia dos namorados da série What's New, Scooby-Doo?. Ela também emprestou sua voz em vários desenhos, incluindo o novo TMNT, Happily N'Ever After e Small Soldiers. A atriz em 2004, estrelou o filme de terror The Grudge. No filme, ela interpreta Karen Davis, uma enfermeira americana que vive e trabalha em Tóquio e que está exposta à uma maldição sobrenatural misteriosa que exige a vida de quem amaldiçoa. Por esse papel, recebeu tanto críticas mistas.
Ela apareceu na seqüência The Grudge 2, que estreou em outubro de 2006; no filme, ela tem um papel menor reprisando seu personagem do primeiro filme. Ela apareceu no thriller de The Return, que foi lançado no mês seguinte e no qual ela interpretou uma empresária assombrada por memórias de sua infância que e a morte misteriosa de uma jovem mulher.
Suburban Girl e The Air I Breathe foram selecionados no Festival de Cinema de Tribeca de 2007. Suburban Girl não recebeu uma versão teatral e foi lançado direto em DVD no início de 2008. Foi descrita como "uma mistura de Sex and the City e The Devil Wears Prada" e uma "comédia romântica", segundo o Variety.com. Sua química com Alec Baldwin foi tanto criticado ou elogiado, com Eye For Film comentando, "O filme funciona melhor quando Baldwin e Gellar estão juntos.
The Air I Breathe foi lançado nos cinemas no mesmo mês das opiniões. The New York Times chamou de "filme de gângster com delírios de grandeza".
Foi protagonista de Veronika Decides to Die (2009), adaptação de um livro do escritor brasileiro Paulo Coelho. O filme conta a história de uma jovem mulher que sofre depressão grave, e redescobre a alegria na vida quando descobre que só tem dias de vida, após uma tentativa de suicídio. As filmagens começaram em 12 de maio de 2008, em Nova Iorque. e terminaram no final de junho. O filme foi lançado no Brasil em 21 de agosto de 2009.
Em 2010 participou do telefilme The Wonderful Maladys. O filme conta a história de três irmãos adultos que vivem em Nova Iorque e lutam para lidar com a perda de seus pais anos atrás. O criador, Charles Randolph, disse à Variety que escreveu o filme com Gellar em mente, e descreveu o caráter de Gellar como tendo "uma espécie de imaturidade zelosa, como um viciado em drogas com uma lista de coisas a fazer". Gellar e Randolph serviriam como produtores executivos. O filme foi lançado em maio de 2009.
Gellar interpretou um dos personagens que podem ser utilizados pelo jogador no conjunto de mapas "Escalation", do jogo eletrônico Call of Duty: Black Ops, de 2010.
Em 2011 emprestou sua voz a um episódio da série, American Dad. Recentemente atuou na série Ringer onde fez dois personagens, irmãs gêmeas; a série foi exibida no canal CW. Em 4 de agosto de 2011 Gellar confirmou que retornaria como atriz convidada na novela All My Children, da ABC, antes que ela terminasse, em setembro, porém não no papel de Kendall Hart. Sua participação foi ao ar em 21 de setembro de 2011.
Em 15 de fevereiro de 2013, foi relatado que Gellar voltaria para à televisão em um piloto da CBS junto com Robin Williams. A séria se chama The Crazy Ones. Na série, ela interpreta Sydney Roberts, diretora de criação da empresa fictícia Roberts & Roberts filha do publicitário Simon Roberts (Robin Williams).

### Década de 1980: Início e começo promissor
Aos quatro anos de idade, Gellar foi vista por um agente em um restaurante em Upper Manhattan. Duas semanas depois, ela fez um teste para um papel no filme para televisão An Invasion of Privacy. Na audição, ela leu suas próprias falas e as de Valerie Harper, impressionando os diretores o suficiente para escalá-la para o papel. O filme foi ao ar na CBS em janeiro de 1983.
Enquanto crescia, Gellar apareceu em vários comerciais de televisão para marcas como Shake'n Bake, Avon e Burger King. Um comercial de televisão de 1982, no qual ela afirmava que o Burger King fazia hambúrgueres maiores e mais saborosos do que o concorrente McDonald's, foi sem dúvida o primeiro anúncio de ataque introduzido na indústria de fast food. Os executivos da empresa controladora do McDonald's ficaram tão furiosos que processaram todas as partes envolvidas, nomeando Gellar e supostamente proibindo-a de comer na rede de alimentos. Em uma entrevista de 2004, ela relembrou: "Eu não tinha permissão para comer lá. Era difícil porque, quando você é criança, o McDonald's é onde todos os seus amigos fazem suas festas de aniversário, então eu perdi muitas tortas de maçã."  Ela também trabalhou como modelo para Wilhelmina.
Durante a década de 1980, Gellar desempenhou papéis menores nos filmes Over the Brooklyn Bridge (1984), Crossroads (1986) e Funny Farm (1988), embora suas cenas nos dois últimos tenham sido cortadas. Ela obteve um papel maior como filha de uma prostituta no thriller B High Stakes (1989). Gellar apareceu em uma esquete de segurança durante o episódio de 11 de novembro de 1985 do Late Night with David Letterman, e estrelou várias séries de televisão, como Spenser: For Hire e Crossbow. Aos nove anos, ela atuou na produção off-Broadway The Widow Claire, bem como nos vídeos Kids Klassics Sing Along Camp Melody e USS Songboat. Em 1989, ela atuou brevemente como co-apresentadora do talk show adolescente Girl Talk.

### Década de 1990: avanço do mainstream e ascensão à proeminência
Gellar interpretou Mollie, de 13 anos, na produção inicial da peça Jake's Women, de Neil Simon , que foi exibida no Old Globe Theatre em San Diego, Califórnia, de março a abril de 1990. Em 1991, ela foi escalada como uma jovem Jacqueline Kennedy Onassis em A Woman Named Jackie. A minissérie ganhou o prêmio Emmy de Melhor Série Limitada. Gellar obteve seu primeiro papel principal, como a filha manipuladora de um prefeito, na série adolescente Swans Crossing, de 1992, que narrava a vida de um grupo de adolescentes ricos. Ela sentiu que interpretar uma personagem "vilã" lhe deu o chamado para "melhores e mais variadas habilidades de atuação", enquanto o pagamento semanal do show provou ser uma ajuda financeira para Gellar e sua mãe. A série durou uma temporada de 65 episódios e lhe rendeu duas indicações ao Young Artist Award de Melhor Atriz Jovem.
Gellar fez sua estreia na novela da ABC All My Children em 1993, interpretando Kendall Hart, a filha adolescente há muito perdida da personagem Erica Kane (Susan Lucci). Ao conseguir o papel, Gellar foi elogiada por ter o talento de atuação e a "personalidade forte" necessária para enfrentar a experiência de Lucci; Kendall deveria ser como uma versão mais jovem de Erica. Sua passagem pelo programa foi bem-sucedida, pois "os fãs de longa data da novela a viam como a segunda vinda de Erica". Os escritores a exibiram mais após sua recepção inicial e ela se tornou um nome conhecido no meio das novelas. Em 1995, aos dezoito anos, ela ganhou um prêmio Daytime Emmy de Melhor Atriz Jovem em Série Dramática pelo papel. No mesmo ano, Gellar deixou o programa e se mudou para Los Angeles para buscar outras oportunidades de atuação. Em seguida, ela interpretou uma adolescente mimada no filme para televisão da Walt Disney, Beverly Hills Family Robinson, que foi ao ar na ABC em janeiro de 1997.
Depois de ler o roteiro da série de televisão Buffy, a Caça-Vampiros, de Joss Whedon, que acompanha Buffy Summers, uma adolescente sobrecarregada com a responsabilidade de lutar contra inimigos ocultos e ocorrências sobrenaturais, Gellar fez um teste de tela para o papel de Cordelia Chase. Whedon então a pediu para voltar e fazer um teste para o papel-título. O show estreou em março de 1997, com ampla aclamação da crítica e do público. Buffy de Gellar, criada para subverter o estereótipo da vítima feminina de filmes de terror, foi descrita pela Entertainment Weekly como uma das 100 maiores personagens femininas da televisão americana. Buffy durou sete temporadas e 144 episódios, e durante sua transmissão, rendeu a Gellar cinco Teen Choice AwardsPrémios Teen Choice, o Saturn Award de Melhor Atriz de Televisão de Gênero e uma indicação ao Globo de Ouro de Melhor Atriz - Série Dramática de Televisão.
Durante a exibição inicial de Buffy the Vampire Slayer, Gellar fez suas primeiras aparições importantes no cinema em dois filmes de terror de sucesso. Em I Know What You Did Last Summer (1997), ela assumiu o papel da corajosa rainha da beleza Helen Shivers. O Washigton Post considerou o elenco "sólido", no que o San Francisco Chronicle descreveu como um filme "competente, mas sem inspiração". Com orçamento de US$ 17  milhões, o filme arrecadou US$ 125  milhões globalmente. Por sua vez, Gellar ganhou um Blockbuster Entertainment Award de Atriz Coadjuvante Favorita - Terror e uma indicação ao MTV Movie Award de Melhor Performance Revelação. Ela filmou suas cenas entre as tomadas de Buffy e havia acabado de terminar o trabalho em Eu Sei o Que Vocês Fizeram no Verão Passado . Apesar da agenda agitada, ela concordou em atuar em Pânico 2 sem ter lido o roteiro, com base no sucesso do primeiro filme. Pânico 2 arrecadou mais de US$ 172  milhões em todo o mundo.
Em janeiro de 1998, Gellar apresentou o Saturday Night Live pela primeira vez. Ela retornou como apresentadora em maio de 1999 e outubro de 2002, e fez duas aparições em maio de 2000, incluindo uma em que apresentou a performance de Britney Spears de " Don't Let Me Be the Last to Know ". Em 1998, ela também forneceu sua voz para a boneca Gwendy em Small Soldiers, e para o personagem de Marie no episódio King of the Hill " And They Call It Bobby Love ". A participação especial de Gellar como uma garota sentada no refeitório do colégio no sucesso inesperado Ela é Demais (1999) foi logo seguida por seu primeiro papel de destaque no cinema, como uma dona de restaurante em dificuldades, na comédia romântica Simply Irresistible (1999). O filme recebeu críticas negativas e fracassou nas bilheterias, mas Roger Ebert achou-a "adorável" no que ele descreveu como uma comédia "antiquada".
Em Cruel Intentions (1999), de Roger Kumble, uma releitura moderna de Les Liaisons Dangereuses, Gellar interpretou Kathryn Merteuil, uma viciada em cocaína com apetite por manipular pessoas. Em sua crítica ao filme, Ebert sentiu que ela é "eficaz como uma garota brilhante que sabe exatamente como usar seu ato como uma vagabunda", e em uma entrevista ao Chicago Tribune , Kumble a descreveu como "a atriz mais profissional com quem já trabalhei". O filme foi um sucesso de bilheteria, arrecadando US$ 75 milhões em todo o mundo, e se tornou um clássico cult, e rendeu a Sarah status de Símbolo sexual na década de 90. Gellar e a co-estrela Selma Blair obtiveram o prêmio de Melhor Beijo no MTV Movie Awards de 2000. Em Angel, uma série derivada de Buffy the Vampire Slayer, Gellar reprisou seu papel titular para um arco de três episódios, começando em 1999.

### Anos 2000: Sucesso no cinema e atriz consagrada
Em 2000, Gellar apareceu como uma executiva de estúdio de cinema no episódio "Escape from New York " da série Sex and the City da HBO. Seu próximo filme, o drama independente Harvard Man (2001) de James Toback, no qual ela estrelou como a filha "astuta e astuta" de um mafioso, a ajudou a se livrar de sua imagem de boa menina, junto com Cruel Intentions, de acordo com Peter Travers da Rolling Stone. Em 2002, Gellar interpretou Daphne Blake na comédia live action Scooby -Doo.  Para a produção, ela treinou com uma equipe de arame de Hong Kong e viajou entre Queensland e Califórnia a cada duas semanas devido ao seu compromisso simultâneo com Buffy. Apesar das críticas negativas, AO Scott do The New York Times sentiu que sua atuação acrescentou "um emaranhado de feminismo Powerpuff ao estereótipo estúpido de sua personagem", e com uma arrecadação global de US$ 275 milhões, Scooby-Doo emergiu como o filme mais visto de Gellar até o momento. Seu papel lhe rendeu o Teen Choice Award de Melhor Atriz de Cinema - Comédia. Com Jack Black, ela apresentou o MTV Movie Awards de 2002, que atraiu 7,1 milhões de espectadores em sua transmissão de 6 de junho, alcançando a maior classificação do programa na época.
Durante sua crescente carreira cinematográfica, Gellar continuou a trabalhar em Buffy the Vampire Slayer , mas decidiu deixar a série após a sétima temporada. Quando perguntada por que, ela explicou: "Não se trata de sair para uma carreira no cinema ou no teatro - é mais uma decisão pessoal. Preciso de um descanso." Em seu artigo na revista Esquire , Gellar expressou seu orgulho por seu trabalho em Buffy , "Eu realmente acredito que é um dos maiores programas de todos os tempos e ficará na história como isso. E não acho que seja uma declaração arrogante. Mudamos a maneira como as pessoas viam a televisão."

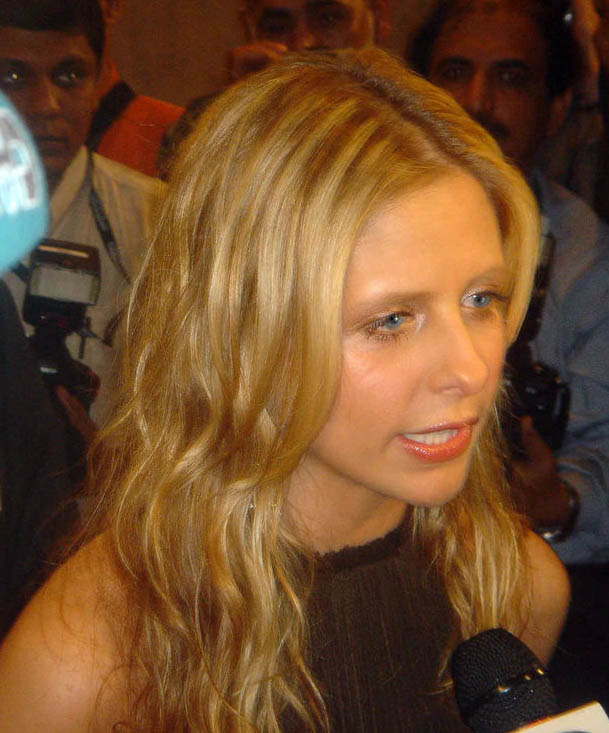
Sarah na premiere de The Grudge no Festival de Cinema Internacional de Dubai, em 2004.

Após o fim de Buffy, a Caça-Vampiros , Gellar reprisou o papel de Daphne em Scooby-Doo 2: Monstros à Solta (2004). Assim como o primeiro filme, Scooby-Doo 2 foi um sucesso comercial, apesar de uma resposta crítica negativa. Em The Grudge (2004), de Takashi Shimizu, ela interpretou Karen Davis, uma estudante de intercâmbio em Tóquio que fica exposta a uma maldição sobrenatural. O filme recebeu críticas mistas dos críticos, mas foi um grande sucesso de bilheteria, arrecadando mais de US$ 110 milhões na América do Norte e US$ 187 milhões globalmente. Ela recebeu uma indicação ao MTV Movie Award de Melhor Performance Assustadora e ao Teen Choice de melhor performance - Thriller. No episódio " The Wandering Juvie " Os Simpsons, que foi ao ar em março de 2004, e passou a dar voz a vários personagens recorrentes da série animada de televisão Robot Chicken, começando em 2005. Gellar estrelou Southland Tales (2006), de Richard Kelly, como uma estrela de cinema adulto psíquica que cria um reality show baseado em visões proféticas. Atraída pelas ideias "ambiciosas e absurdas" do filme, ela aceitou o papel antes mesmo de ler o roteiro. Southland Tales polarizou os críticos em sua estreia no Festival de Cinema de Cannes de 2006 e encontrou um público limitado nos cinemas. No entanto, J. Hoberman do Village Voice comentou que o diretor inventou uma performance cômica "memorável" de Gellar, enquanto o filme conquistou seguidores cult nos anos subsequentes. Em 2006, Gellar reprisou brevemente o papel de Karen na sequência The Grudge 2, e estrelou o thriller psicológico de Asif Kapadia, The Return, como uma empresária assombrada por memórias de sua infância e pela misteriosa morte de uma jovem. The Return foi um fracasso crítico e comercial, arrecadando apenas US$ 11 milhões. Jeannette Catsoulis do The New York Times chamou isso de "estagnação na carreira".

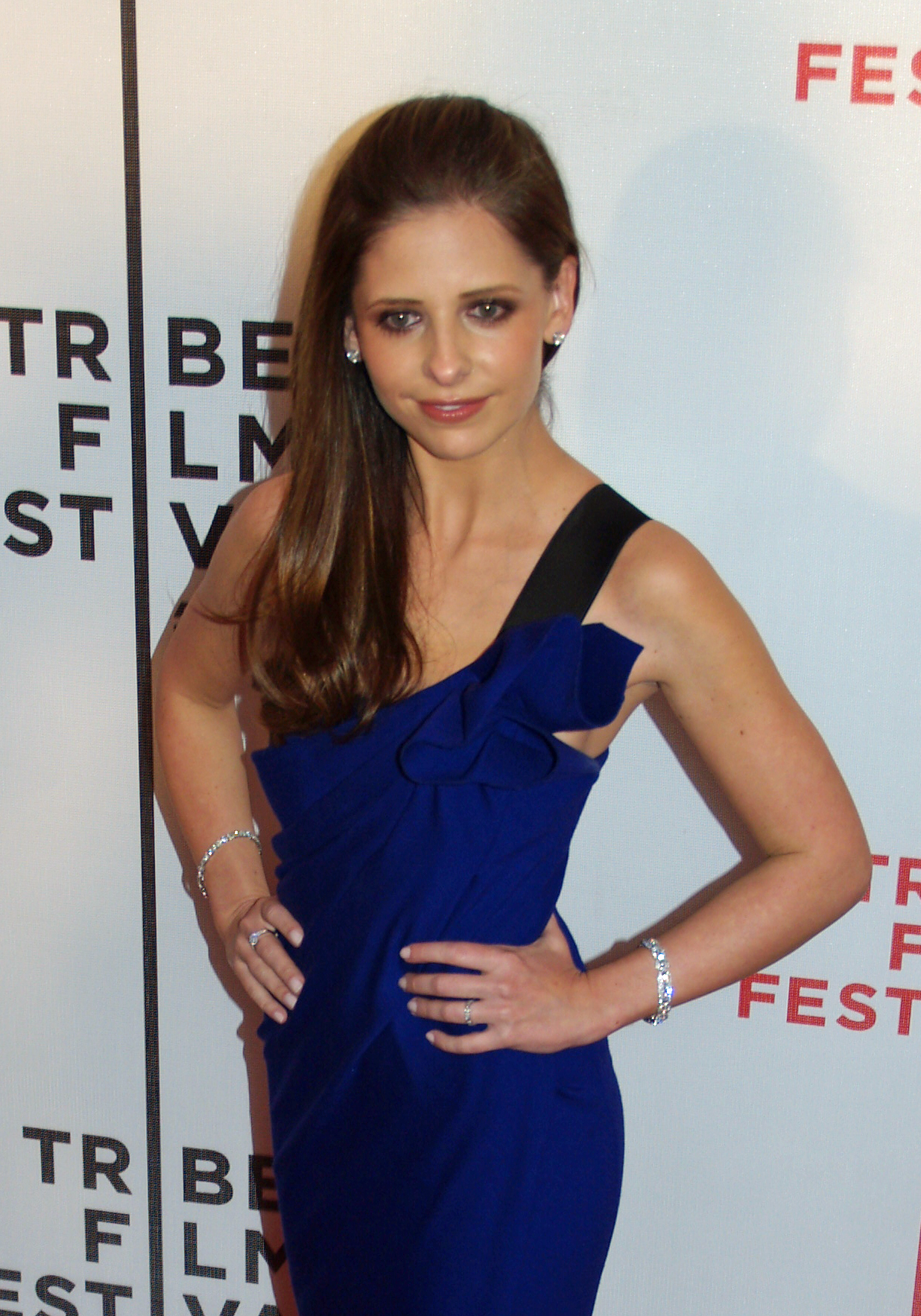
Gellar no Festival de Cinema de Tribeca, em 2007.

Em 2007, Gellar dublou Ella e April O'Neil em Happily N'Ever After e TMNT, respectivamente. Ela estrelou a comédia romântica Suburban Girl e o drama The Air I Breathe, ambos exibidos no Festival de Cinema de Tribeca de 2007 e lançados em janeiro de 2008. Em Suburban Girl , ela assumiu o papel de uma editora de Nova York e o interesse amoroso de um empresário muito mais velho (Alec Baldwin). Em The Air I Breathe, Gellar interpretou uma cantora pop promissora. O New York Times descreveu o último como um "filme de gangster com delírios de grandeza", enquanto o DVD Talk observou que "sua personagem aqui tem o arco emocional mais profundo e ela atinge todas as notas certas".

### Década de 2010: Trabalho contínuo e pausas
O thriller psicológico Possession, no qual Gellar estrelou como uma advogada cuja vida é lançada no caos depois que um acidente de carro deixa seu marido e cunhado em coma, teve uma série de datas de lançamento nos Estados Unidos entre 2008 e 2009, devido a problemas financeiros no Yari Film Group. O filme finalmente foi lançado em DVD em março de 2010.
Gellar fez um hiato de dois anos na atuação após o nascimento de sua filha em 2009 e, em 2011, assinou para estrelar e trabalhar como produtora executiva de Ringer, da The CW, no qual desempenhou o papel duplo de irmãs gêmeas, uma das quais está foragida e consegue se esconder assumindo a vida rica da outra. Gellar afirmou que parte de sua decisão de retornar à televisão foi porque isso lhe permitiu trabalhar e criar sua família. Apesar de uma grande base de fãs, a série recebeu críticas mistas,e foi cancelada após a primeira temporada. Por sua interpretação, ela recebeu várias indicações a prêmios, incluindo uma para o Festival de Cinema de Tribeca de Melhor Atriz de Televisão - Drama.
Em setembro de 2011, Gellar retornou como estrela convidada em All My Children antes do final do show, mas não como Kendall Hart; ela interpretou uma paciente no Hospital Pine Valley] que diz a Maria Santos que ela é " filha de Erica Kane ", e afirma que viu vampiros antes que eles se tornassem moda - uma referência a Buffy, a Caça-Vampiros . Ela deu voz a diferentes personagens nos episódios " Virtual In-Stanity " e "Adventures in Hayleysitting" de American Dad!, que foram ao ar em novembro de 2011 e dezembro de 2012, respectivamente.  Em 30 de setembro de 2012, ela reprisou seu papel de Gina Vendetti no episódio de estreia da 24ª temporada dos Simpsons.

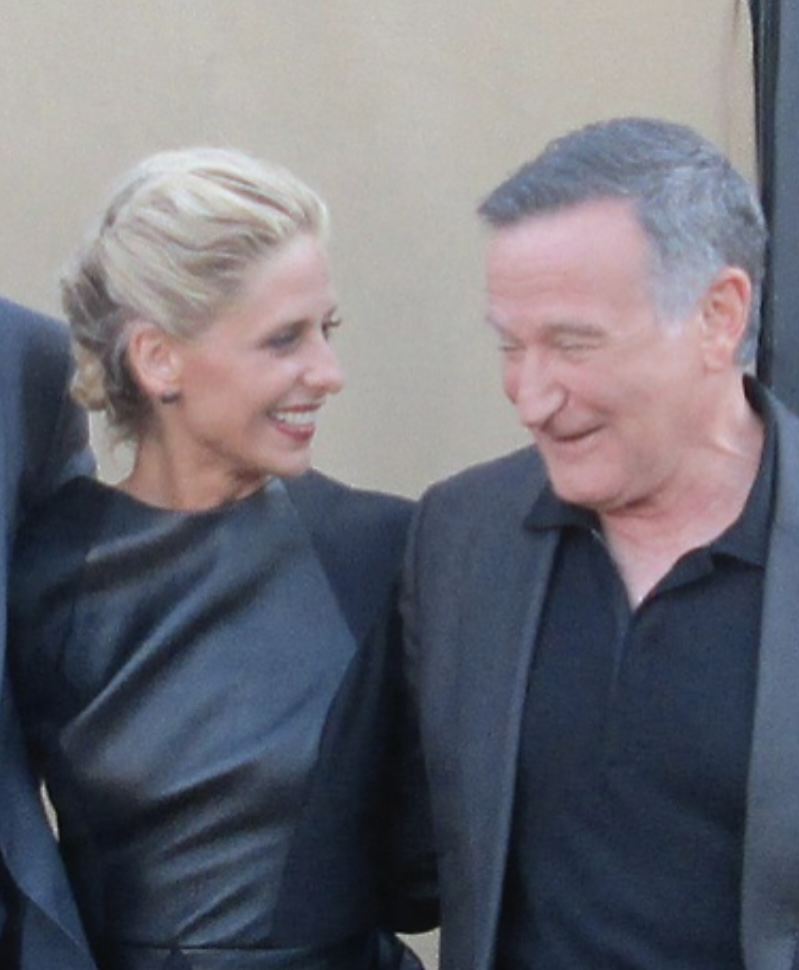
Gellar com Robin Williams num wvwnto de The Crazy Ones em 2013

Fã de Robin Williams há anos, quando Gellar soube que ele estava fazendo a sitcom de câmera única da CBS The Crazy Ones (2013–2014), ela contatou sua amiga Sarah de Sa Rego, esposa do melhor amigo de Williams, Bobcat Goldthwait, para fazer lobby por um papel de co-estrela. Ela obteve o papel de uma diretora de publicidade que dirige uma agência com seu pai. O Digital Spy sentiu que Williams "compartilha uma química calorosa e genuína com seu filho na tela Gellar", como parte de uma resposta crítica mista. The series was canceled after one season, A série foi cancelada após uma temporada, mas rendeu a Gellar o prêmio People's Choice de Atriz Favorita em uma Nova Série de Televisão. 
Em Veronika Decides to Die, Gellar estrelou como uma jovem deprimida que redescobre a alegria da vida quando descobre que só tem alguns dias de vida após uma tentativa de suicídio. Após exibições nos cinemas no exterior, o filme foi lançado nacionalmente por VOD em janeiro de 2015. Frank Scheck, do The Hollywood Reporter, considerou a atriz "razoavelmente convincente" no que ele chamou de "falha de ignição pesada e boba".
Após a conclusão de The Crazy Ones e a morte de Williams, Gellar tirou outro ano sabático da atuação na tela, afirmando que ela "trabalhava [a] vida inteira" e "precisava dessa pausa" para se concentrar na criação de seus filhos. Durante esse período, ela fez uma aparição como Cinderela em um episódio de março de 2015 da série do canal do YouTube de Whitney Avalon, Princess Rap Battle, dublou uma personagem recorrente conhecida como a Sétima Irmã na segunda temporada da série de ficção científica animada Star Wars Rebels (2015–2016), e estrelou como ela mesma no final da série The Big Bang Theory, que foi ao ar em 16 de maio de 2019. Gellar também foi incluída em vários projetos de televisão que acabaram não sendo escolhidos para produção. Isso incluiu um piloto de 2016 para uma série baseada em Cruel Intentions, no qual ela reprisou seu papel de Kathryn Merteuil.

### Década de 2020: retorno do cinema e foco na televisão

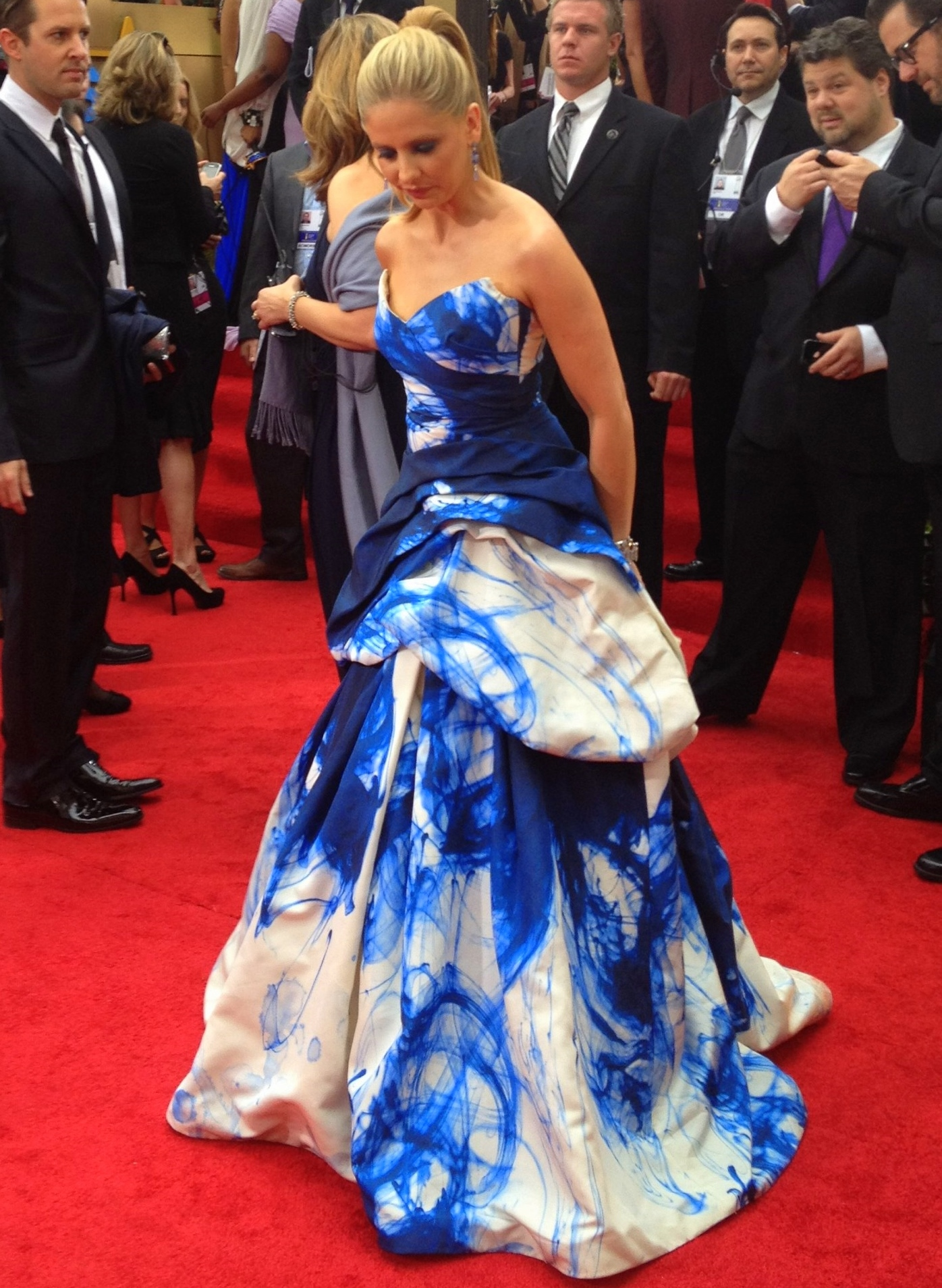
Sarah nos Prêmios Globo de Ouro de 2012.

Em 2021, Gellar dublou Teela em Masters of the Universe: Revelation, de Kevin Smith, uma série animada para a Netflix. Em 2022, ela fez suas primeiras aparições no cinema em 13 anos com papéis breves em Clerks III e Do Revenge, lançados nos cinemas e na Netflix, respectivamente, na mesma semana. Mark Donaldson, do Screen Rant, os descreveu como "filmes de retorno discretos" para Gellar, observando Clerks 3 como "um aceno" por ter trabalhado anteriormente com Smith, e Do Revenge como uma reavaliação de Cruel Intentions para "públicos modernos". Na San Diego Comic-Con de 2022 , foi anunciado que Gellar estrelaria e atuaria como produtor executivo da série dramática sobrenatural da Paramount+ Wolf Pack, que estreou em 26 de janeiro de 2023.Em junho de 2024, Gellar foi escalado para um papel recorrente como Tanya Martin, chefe do CSI e chefe de Dexter Morgan na próxima série dramática Dexter: Original Sin. In June 2024, Gellar was cast in a recurring role as Tanya Martin, the CSI chief and Dexter Morgan's boss in the upcoming drama series Dexter: Original Sin.

## Arte e Legado

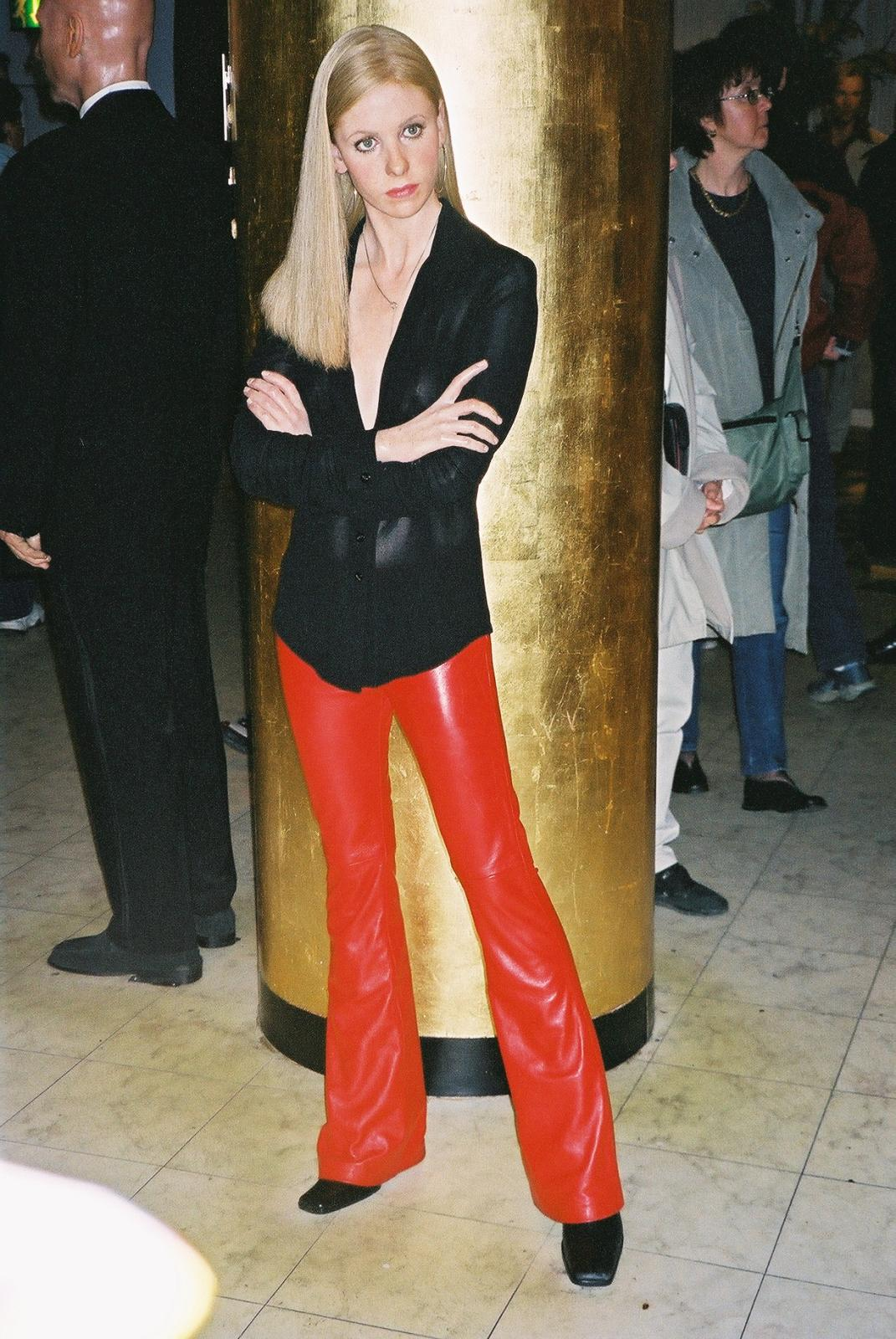
Figura de cera de Gellar no Madame Tussauds

Conhecida por frequentemente interpretar personagens com "força, sensibilidade e sarcasmo" no gênero terror, Gellar foi vista como uma " rainha do grito " durante a maior parte de sua carreira. Ela afirmou que o terror oferece às atrizes "os melhores papéis" através dos quais elas "podem realmente brilhar", e que é na televisão onde "as mulheres são as estrelas, mas nos filmes ainda estamos lutando para interpretar os protagonistas". Assim, ela sente que "não poderia ser apenas a namorada ou a esposa em um filme". Ela disse: "Então estarei onde quer que os bons papéis femininos estejam. Eu gosto de terror." Escrevendo para Bloody Disgusting , Alex DiVincenzo afirmou que " Buffy the Vampire Slayer sozinha deveria ser o suficiente para consolidar seu status de ícone do terror", e destacando alguns de seus papéis no gênero, observou: "Independentemente de terem chegado aos créditos finais, seus personagens eram inteligentes, engenhosos e empoderadores." Ela foi classificada em 6º lugar entre "As Maiores Rainhas do Grito de Terror de Todos os Tempos" pelo CinemaBlend , 4º lugar entre as "9 Maiores Rainhas do Grito de Todo o Terror" pelo Syfy, e 8º lugar entre as "10 Melhores Rainhas do Grito dos Anos 90" pelo Screen Rant. and 8th among the "10 Best Scream Queens of the '90s" by Screen Rant.
No final da década de 1990, Gellar havia se tornado um nome conhecido, bem como uma das " It Girls " de Hollywood e um Símbolo sexual dos anos 90. Em 1998, ela apareceu no Top 12 Entertainers of the Year da Entertainment Weekly e na lista " Mais Bonitas " da revista People. Em 1999, ela assinou para ser o rosto da Maybelline — tornando-se a primeira porta-voz celebridade da empresa desde Lynda Carter no final da década de 1970 —  e foi eleita a número um nas " 100 Mulheres Mais Sexy " do ano da FHM. Ela foi destaque nas edições alemã, holandesa, sul-africana, dinamarquesa e romena da lista desde 1998. Topsocialite.com a listou como a 8ª mulher mais sexy da década de 1990.
Em 2002, Gellar foi homenageada com o prêmio Mulher do Ano pela revista Glamour, e sua figura de cera no Madame Tussauds, foi revelada como parte da exposição "Trail of Vampires". Entre 2002 e 2008, ela foi destaque na lista anual "Hot 100" da Maxim. Usando um sutiã de renda preta, ela estava na capa da edição de dezembro de 2007 da Maxim e foi nomeada a Mulher do Ano de 2009 pela revista. Ela também foi destaque no Top 10 de Pesquisas Femininas do Google de 2002 e 2003, chegando ao 8º lugar, e foi incluída no 100 Maiores Símbolos Sexuais do Canal 4 do Reino Unido em 2007, ficando em 16º lugar. Outras aparições e listas incluem as 50 Mulheres Mais Bem Vestidas do Mundo da Glamour em 2004 e 2005, Os 100 Ícones da TV da Entertainment Weekly em 2007 e as 100 Mulheres Mais Sexy de 2011 da BuddyTV.

## Outros empreendimentos

### Ativismo e filantropia
Gellar tem sido uma defensora ativa de várias instituições de caridade, incluindo a pesquisa do câncer de mama, o Projeto Angel Food, Habitat for Humanity e CARE International. Sobre suas atividades de caridade, ela disse: "Comecei porque minha mãe me ensinou há muito tempo que, mesmo quando você não tem nada, há maneiras de retribuir. E o que você recebe em troca disso é dez vezes maior. Mas sempre foi difícil porque eu não podia fazer muita coisa. Eu não podia fazer muito mais do que apenas doar dinheiro quando estava em [ Buffy ] porque não havia tempo. E agora que tenho tempo, é incrível."
Em 1999, Gellar ajudou o projeto Habitat para a Humanidade de construção de casas na República Dominicana. Com o Projeto Angel Food, ela entregou refeições saudáveis para pessoas infectadas com AIDS e, por meio da Make-A-Wish Foundation , ela concedeu desejos de crianças doentes de conhecê-la enquanto trabalhava em Buffy. Em 2007, Gellar foi destaque na campanha "Skin Is Amazing" da Vaseline, na qual ela concordou em leiloar fotos dela nua no eBay para arrecadar dinheiro para a Coalition of Skin Diseases, uma organização que apoia a pesquisa clínica, promove a educação de médicos e pacientes.
Em 2011, Gellar se juntou ao "The Nestlé Share the Joy of Reading Program", que promove a leitura para crianças pequenas para incentivá-las a ler durante as férias de verão. No ano seguinte, ela recebeu o Prêmio de Liderança Tom Mankiewicz durante o Beastly Ball no Zoológico de Los Angeles. Em 2014 e 2015, Gellar organizou dois eventos de arrecadação de fundos para o Mattel Children's Hospital UCLA.

### Negócios e mídia
Gellar apareceu nas capas de várias revistas ao longo de sua carreira. Após sua aparição em fevereiro de 1998 na Seventeen, a lista passou a incluir Nylon, Marie Claire, Vogue, Glamour, Esquire, Allure, Cosmopolitan, FHM, Rolling Stone e Elle, entre outras. Ela foi destaque na capa da Gotham e sua história principal na edição de março de 2008, na qual ela falou sobre como seu estilo evoluiu desde que ela passou dos 30. Ela disse: "Parece clichê, mas quando as mulheres fazem 30 anos, elas se encontram. Você se torna mais confortável em sua própria pele. Ontem à noite no Letterman , eu usei este vestido Herve Leger justo. Dois anos atrás, três anos atrás? Eu nunca o teria usado." Ela apareceu em anúncios de " Got Milk? ", bem como no videoclipe de Stone Temple Pilots " Sour Girl " e " Comin' Up From Behind " de Marcy Playground.
Em outubro de 2015, Gellar, juntamente com os empreendedores Galit Laibow e Greg Fleishman, foi cofundador da Foodstirs , uma marca iniciante de artesanato alimentício que vende por meio de comércio eletrônico e varejo misturas e kits orgânicos fáceis de fazer para famílias. Em 2018, os produtos da marca eram vendidos em 7.500 varejistas em todo o país, incluindo Starbucks, Whole Foods, Walmart, WW e Amazon.
Gellar lançou um livro de receitas intitulado Stirring up Fun with Food em 18 de abril de 2017. O livro foi coautorado por Gia Russo e apresenta inúmeras ideias de artesanato com alimentos.

## Vida pessoal

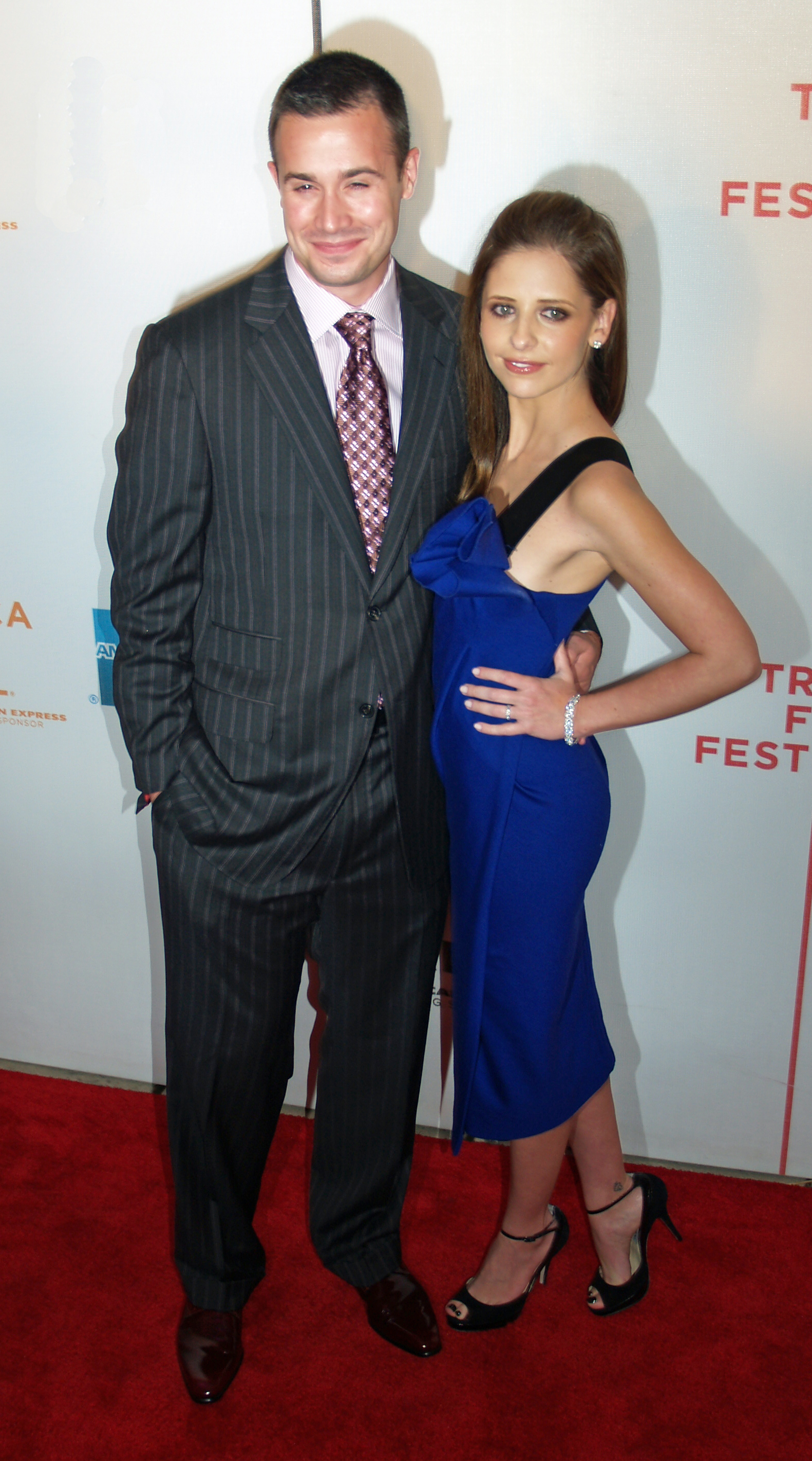
A atriz e seu marido, o também ator Freddie Prinze Jr..

Gellar sempre teve um perfil discreto em Hollywood. Tendo poucos relacionamentos midiáticos. A atriz namorou o ator Jerry O'Connell, em 1998. Ambos foram colegas de escola em Nova Iorque, e mais tarde atuaram juntos em Pânico 2. Os dois relembraram o namoro relâmpago em uma entrevista para o programa de tv The View.
Gellar é casada com o também ator Freddie Prinze Jr., que conheceu nos sets de I Know What You Did Last Summer. Gellar e Prinze têm dois filhos e residem em Los Angeles, Estados Unidos. assumiram seu namoro em 2000 e casaram em 1 de setembro de 2002. No dia 19 de setembro de 2009, deu à luz a primeira filha do casal, Charlotte Grace Prinze. Em abril de 2012 a atriz anunciou que estava grávida de seu segundo filho, dessa vez, um menino. Em 20 de setembro do mesmo ano, ela deu à luz o bebê em Los Angeles, que recebeu o nome de Rocky James Prinze.
Gellar é uma defensora ativa de várias instituições de caridade, incluindo a do câncer de mama, Project Angel Food, Habitat para a Humanidade e CARE.
Gellar tem seis tatuagens. Ela tem um símbolo de integridade em sua parte inferior das costas; Um coração, um punhal e uma flor de cerejeira em seu tornozelo e duas libélulas nas costas. Mais tarde, Gellar homenageou os filhos Charlotte e Rocky com uma tatuagem especial. A tatuagem contem as iniciais C e R em seu pulso esquerdo.
Em 2011 juntou-se à campanha "The Nestlé Share the Joy of Reading Program", que promove a importância da leitura para o desenvolvimento das crianças.
Gellar é faixa preta no taekwondo. Em 2015, lançou uma nova campanha chamada Foodstirs. Politicamente, declara o apoio ao Partido Democrata.

## Trabalhos

### Cinema
| Ano  | Título                                      | Título em português                                                                                  | Papel                        | Notas | Ref.    |
| ---- | ------------------------------------------- | --- | ---------------------------- | --- | ------- |
| 1983 | An Invasion of Privacy                      | | Jennifer Bianchi             | Filme para televisão | [ 190 ] |
| 1984 | Over the Brooklyn Bridge                    | br: Uma Ponte Chamada Esperança                                                                      | Filha do Phil                | | [ 191 ] |
| 1986 | Crossroads                                  | br/pt: Encruzilhada                                                                                  | Garota na igreja             | Cena deletada | [ 192 ] |
| 1988 | Funny Farm                                  | br: Uma Fazenda do Barulho                                                                           | Estudante da Elizabeth       | Cena deletada | [ 193 ] |
| 1989 | High Stakes                                 | br: Jogo Mortal                                                                                      | Karen Rose                   | Creditada como "Sarah Gellar" | [ 194 ] |
| 1997 | Beverly Hills Family Robinson               | br: As Férias da Família Robinson                                                                    | Jane Robinson                | | [ 195 ] |
| 1997 | I Know What You Did Last Summer             | br: Eu Sei o que Vocês Fizeram no Verão Passado / pt: Sei o Que Fizeste no Verão Passado             | Helen Shivers                | - Blockbuster Entertainment Awards - Vencido Atriz Coadjuvante Favorita (Terror) - MTV Movie Awards - Indicada Melhor Performance de Revelação | [ 196 ] |
| 1997 | Scream 2                                    | br: Pânico 2 / pt: Gritos 2                                                                          | Casey 'Cici' Cooper          | | [ 197 ] |
| 1998 | I Still Know What You Did Last Summer       | br: Eu Ainda Sei o que Vocês Fizeram no Verão Passado / pt: Ainda Sei o Que Fizeste no Verão Passado | Helen Shivers                | Foto no porta-retrato | [ 198 ] |
| 1998 | Small Soldiers                              | br/pt: Pequenos Guerreiros                                                                           | Gwendy Doll (voz)            | | [ 199 ] |
| 1999 | She's All That                              | br/pt: Ela é Demais                                                                                  | Garota na cafeteria          | Não-creditada | [ 200 ] |
| 1999 | Simply Irresistible                         | br/pt: Simplesmente Irresistível                                                                     | Amanda Shelton               | | [ 201 ] |
| 1999 | Cruel Intentions                            | br: Segundas Intenções / pt: Estranhas Ligações                                                      | Kathryn Merteuil             | - MTV Movie Awards - Vencido Melhor Performance Feminina - MTV Movie Awards - Vencido Melhor Beijo (com Selma Blair) - Teen Choice Awards - Vencido "Sleazebag" Escolhida - Csapnivalo Awards - Indicada Melhor Atriz Principal - MTV Movie Awards - Indicada Melhor Vilã | [ 202 ] |
| 2001 | Harvard Man                                 | | Cindy Bandolini              | | [ 203 ] |
| 2002 | Scooby-Doo                                  | br/pt: Scooby-Doo                                                                                    | Daphne Blake                 | - Teen Choice Awards - Vencido Atriz Favorita (Comédia) - Teen Choice Awards - Indicada Melhor Química (com Freddie Prinze Jr.) | [ 204 ] |
| 2004 | Scooby-Doo 2: Monsters Unleashed            | br/pt: Scooby-Doo 2: Monstros à Solta                                                                | Daphne Blake                 | | [ 205 ] |
| 2004 | The Grudge                                  | br: O Grito / pt: The Grudge - A Maldição                                                            | Karen Davis                  | - MTV Movie Awards - Indicada Melhor Performance Assustada - Teen Choice Awards - Indicada Atriz Escolhida (Ação/Aventura/Suspense) | [ 206 ] |
| 2006 | Southland Tales                             | br: Southland Tales: O Fim do Mundo                                                                  | Krysta Kapowski / Krysta Now | | [ 207 ] |
| 2006 | The Grudge 2                                | br: O Grito 2 / pt: The Grudge - A Maldição 2                                                        | Karen Davis                  | | [ 208 ] |
| 2006 | The Return                                  | br: O Retorno                                                                                        | Joanna Mills                 | | [ 209 ] |
| 2007 | Happily N'Ever After                        | br: Deu a Louca na Cinderela / pt: E Não Viveram Felizes para Sempre                                 | Ella (voz)                   | | [ 210 ] |
| 2007 | The Air I Breathe                           | br: Ligados pelo Crime / pt: O Ar que Respiramos                                                     | Sorrow                       | | [ 211 ] |
| 2007 | Teenage Mutant Ninja Turtles                | br: As Tartarugas Ninja - O Retorno / pt: Tartarugas Ninja - Uma Nova Aventura                       | April O'Neil (voz)           | | [ 212 ] |
| 2007 | Suburban Girl                               | br: Sedução em Manhattan                                                                             | Brett Eisenberg              | | [ 213 ] |
| 2009 | Possession                                  | br: Sombras de um Desejo / pt: Possessão                                                             | Jessica / Jess               | | [ 214 ] |
| 2009 | Veronika Decides to Die                     | br/pt: Veronika Decide Morrer                                                                        | Veronika Deklava             | | [ 215 ] |
| 2010 | The Wonderful Maladys                       | | Alice Malady                 | Filme para televisão Também produtora | [ 216 ] |
| 2012 | The Illusionauts                            | br: Os Ilusionautas                                                                                  | Nicole (voz)                 | | [ 217 ] |
| 2022 | Clerks III                                  | br: O Balconista 3 / pt: Escriturários 3                                                             | Audicionista                 | | [ 218 ] |
| 2022 | Do Revenge                                  | br/pt: Justiceiras                                                                                   | Diretora                     | | [ 219 ] |
| 2025 | I Know What You Did Last Summer (2025 film) | br/pt: Eu sei o que vocês fizeram no verão passado                                                   | Helen Shivers                | | [ 220 ] |

### Televisão
| Ano  | Título                              | Papel                            | Notas                                   | Ref.            |
| ---- | ----------------------------------- | -------------------------------- | --------------------------------------- | --------------- |
| 1988 | Crossbow                            | Sara Guidotti                    | Episódio: "Actors"                      | [ 221 ]         |
| 1988 | Spenser: For Hire                   | Emily                            | Episódio: "Company Man"                 | [ 222 ]         |
| 1989 | Girl Talk                           | Ela mesma / Convidada            | Episódio: "Pilot"                       | [ 223 ]         |
| 1991 | A Woman Named Jackie                | Jacqueline Bouvier (adolescente) | Minissérie                              | [ 224 ]         |
| 1992 | Swans Crossing                      | Sydney Orion Rutledge            | 63 episódios                            | [ 225 ]         |
| 1993 | All My Children                     | Kendall Hart Lang                | 27 episódios (1993-1995)                | [ 226 ]         |
| 1997 | Buffy the Vampire Slayer            | Buffy Summers                    | 145 episódios (1997-2003)               | [ 227 ]         |
| 1998 | King of the Hill                    | Marie (voz)                      | Episódio: "And They Call It Bobby Love" | [ 228 ]         |
| 1998 | Hercules                            | Andromeda (voz)                  | 2 episódios                             | [ 49 ]          |
| 1998 | Saturday Night Live                 | Anfitriã                         | 5 episódios (1998-2002)                 | [ 229 ]         |
| 1999 | Angel                               | Buffy Summers                    | 3 episódios (1999-2000)                 | [ 227 ]         |
| 2000 | Sex and the City                    | Debbie                           | Episódio: "Escape from New York"        | [ 49 ]          |
| 2001 | God, the Devil and Bob              | Atriz (voz)                      | Episódio: "There's Too Much Sex on TV"  | [ 230 ]         |
| 2001 | Grosse Pointe                       | Ela mesma                        | Episódio: "Passion Fish"                | [ 231 ]         |
| 2002 | MTV Movie Awards                    | Ela mesma / Apresentadora        |                                         | [ 232 ]         |
| 2004 | The Simpsons                        | Gina Vendetti (voz)              | Episódio: "The Wandering Juvie"         | [ 49 ]          |
| 2005 | Robot Chicken                       | Vários (voz)                     | 11 episódios (2005-2014)                | [ 49 ]          |
| 2011 | All My Children                     | Paciente                         | Episódio: "1.10710"                     | [ 233 ]         |
| 2011 | American Dad!                       | Phyllis (voz)                    | Episódio: "Virtual In-Stanity"          | [ 234 ]         |
| 2011 | Ringer                              | Bridget Kelly / Siobhan Martin   | 22 episódios (2011-2012)                | [ 235 ]         |
| 2012 | The Simpsons                        | Gina Vendetti (voz)              | Episódio: "Moonshine River"             | [ 49 ]          |
| 2012 | American Dad!                       | Jenny (voz)                      | Episódio: "Ad-Ventures in Haleysitting" | [ 49 ]          |
| 2013 | The Crazy Ones                      | Sydney Roberts                   | 22 episódios (2013-2014)                | [ 236 ] [ 237 ] |
| 2015 | Princess Rap Battle                 | Cinderela                        | 1 episódio                              | [ 238 ]         |
| 2015 | Star Wars Rebels                    | Sétima Irmã (voz)                | 6 episódios (2015-2016)                 | [ 239 ]         |
| 2016 | Cruel Intentions                    | Kathryn Merteuil                 | Piloto                                  | [ 240 ]         |
| 2016 | Those Who Can't                     | Gwen Stephanie                   | Episódio: "The Fairbell Tape"           | [ 241 ]         |
| 2019 | The Big Bang Theory                 | Ela mesma                        | Episódio: “The Stockholm Syndrome“      | [ 242 ]         |
| 2021 | Masters of the Universe: Revelation | Teela (voz)                      | Elenco principal                        | [ 243 ]         |
| 2023 | Wolf Pack                           | Kristin Ramsey                   | Elenco principal; Produtora Executiva   | [ 244 ]         |
| 2024 | RuPaul's Drag Race                  | Ela mesma                        | Jurada convidada; episódio: "RDR Live!" | [ 245 ]         |
| 2024 | Dexter: Original Sin                | Tanya Martin                     |                                         | [ 246 ]         |

### Teatro
| Ano  | Título           | Papel            | Notas                 | Ref.    |
| ---- | ---------------- | ---------------- | --------------------- | ------- |
| 1986 | The Widow Claire | Filha de Claire  | Produção Off-Broadway | [ 247 ] |
| 1990 | Jake's Women     | Mollie (13 anos) | Produção Off-Broadway | [ 248 ] |

### Videoclipes
| Ano  | Música      | Artista(s)          | Ref.    |
| ---- | ----------- | ------------------- | ------- |
| 2000 | "Sour Girl" | Stone Temple Pilots | [ 249 ] |

### Video Games
| Ano  | Jogo                    | Ref.    |
| ---- | ----------------------- | ------- |
| 2011 | Call of Duty: Black Ops | [ 250 ] |

## Prêmios e indicações
| Ano  | Cerimônia                                 | Categoria                                                                           | Obra                            | Resultado | Ref.    |
| ---- | ----------------------------------------- | ----------------------------------------------------------------------------------- | ------------------------------- | --------- | ------- |
| 1993 | Young Artist Awards                       | Melhor Jovem Atriz em Nova Série de Televisão                                       | Swans Crossing                  | Indicada  | [ 251 ] |
| 1993 | Young Artist Awards                       | Melhor Jovem Atriz em Série Fora do Horário Nobre                                   | Swans Crossing                  | Indicada  | [ 251 ] |
| 1994 | Daytime Emmy Awards                       | Melhor Atriz Jovem em Série Dramática                                               | All My Children                 | Indicada  | [ 252 ] |
| 1994 | Young Artist Awards                       | Melhor Atriz Juvenil em Novela                                                      | All My Children                 | Indicada  | [ 253 ] |
| 1995 | Daytime Emmy Awards                       | Melhor Atriz Jovem em Série Dramática                                               | All My Children                 | Venceu    | [ 252 ] |
| 1995 | Young Artist Awards                       | Melhor Performance de uma Atriz Juvenil em Série Diurna                             | All My Children                 | Indicada  | [ 254 ] |
| 1998 | Blockbuster Entertainment Awards          | Atriz Coadjuvante Favorita – Terror                                                 | I Know What You Did Last Summer | Venceu    |         |
| 1998 | MTV Movie Awards                          | Melhor Desempenho Inovador                                                          | I Know What You Did Last Summer | Indicada  |         |
| 1998 | Saturn Awards                             | Melhor Atriz de Televisão                                                           | Buffy the Vampire Slayer        | Indicada  |         |
| 1999 | Kids' Choice Awards                       | Atriz de Televisão Favorita                                                         | Buffy the Vampire Slayer        | Indicada  |         |
| 1999 | Saturn Awards                             | Melhor Atriz de Televisão do Gênero                                                 | Buffy the Vampire Slayer        | Venceu    |         |
| 1999 | Teen Choice Awards                        | Vilão de Filme Escolhido                                                            | Cruel Intentions                | Venceu    |         |
| 1999 | Teen Choice Awards                        | Atriz de Televisão Escolhida                                                        | Buffy the Vampire Slayer        | Venceu    |         |
| 1999 | Young Artist Awards                       | Melhor Performance em Série de Televisão (Comédia ou Drama) - Jovem Atriz Principal | Buffy the Vampire Slayer        | Indicada  |         |
| 2000 | Kids' Choice Awards                       | Amigos Favoritos da Televisão (compartilhado com David Boreanaz)                    | Buffy the Vampire Slayer        | Indicada  |         |
| 2000 | MTV Movie Awards                          | Melhor Beijo (compartilhado com Selma Blair)                                        | Cruel Intentions                | Venceu    |         |
| 2000 | MTV Movie Awards                          | Melhor Performance – Feminino                                                       | Cruel Intentions                | Venceu    |         |
| 2000 | MTV Movie Awards                          | Melhor Vilão                                                                        | Cruel Intentions                | Indicada  |         |
| 2000 | Saturn Awards                             | Melhor Atriz de Televisão                                                           | Buffy the Vampire Slayer        | Indicada  |         |
| 2000 | Teen Choice Awards                        | Atriz de Televisão Escolhida                                                        | Buffy the Vampire Slayer        | Venceu    |         |
| 2001 | Golden Globe Awards                       | Melhor Performance de Atriz em Série de Televisão - Drama                           | Buffy the Vampire Slayer        | Indicada  | [ 255 ] |
| 2001 | Kids' Choice Awards                       | Atriz de Televisão Favorita                                                         | Buffy the Vampire Slayer        | Indicada  |         |
| 2001 | Saturn Awards                             | Melhor Atriz de Televisão                                                           | Buffy the Vampire Slayer        | Indicada  |         |
| 2001 | Teen Choice Awards                        | Atriz de Televisão Escolhida                                                        | Buffy the Vampire Slayer        | Indicada  |         |
| 2001 | Teen Choice Awards                        | Prêmio de Realização Extraordinária                                                 | Buffy the Vampire Slayer        | Venceu    |         |
| 2001 | Television Critics Association Awards     | Realização Individual em Drama                                                      | Buffy the Vampire Slayer        | Indicada  |         |
| 2002 | Kids' Choice Awards                       | Chutador de Bunda Feminino Favorito                                                 | Buffy the Vampire Slayer        | Venceu    |         |
| 2002 | Saturn Awards                             | Melhor Atriz em Série de Televisão                                                  | Buffy the Vampire Slayer        | Indicada  |         |
| 2002 | SFX Awards                                | Melhor atriz de televisão                                                           | Buffy the Vampire Slayer        | Venceu    |         |
| 2002 | Teen Choice Awards                        | Filme Escolhido: Química (compartilhado com Freddie Prinze Jr.)                     | Scooby-Doo                      | Indicada  |         |
| 2002 | Teen Choice Awards                        | Melhor Atriz de Cinema - Comédia                                                    | Scooby-Doo                      | Venceu    |         |
| 2002 | Teen Choice Awards                        | Atriz de televisão escolhida - Drama                                                | Buffy the Vampire Slayer        | Venceu    |         |
| 2002 | Young Hollywood Awards                    | Jovem veterano mais quente e legal - feminino                                       | Buffy the Vampire Slayer        | Venceu    |         |
| 2003 | Kids' Choice Awards                       | Chutador de Bunda Feminino Favorito                                                 | Buffy the Vampire Slayer        | Indicada  |         |
| 2003 | Satellite Awards                          | Melhor Atriz - Série Dramática de Televisão                                         | Buffy the Vampire Slayer        | Indicada  |         |
| 2003 | Saturn Awards                             | Melhor Atriz em Série de Televisão                                                  | Buffy the Vampire Slayer        | Indicada  |         |
| 2003 | Teen Choice Awards                        | Atriz de televisão escolhida - Drama                                                | Buffy the Vampire Slayer        | Venceu    |         |
| 2004 | Saturn Awards                             | Melhor Atriz em Série de Televisão                                                  | Buffy the Vampire Slayer        | Indicada  |         |
| 2004 | SFX Awards                                | Melhor atriz de televisão                                                           | Buffy the Vampire Slayer        | Venceu    |         |
| 2005 | MTV Movie Awards                          | Melhor desempenho assustado                                                         | The Grudge                      | Indicada  |         |
| 2005 | Teen Choice Awards                        | Melhor Atriz de Cinema - Suspense                                                   | The Grudge                      | Indicada  |         |
| 2011 | Virgin Media TV Award (Reino Unido)       | Melhor Atriz                                                                        | Ringer                          | Indicada  | [ 256 ] |
| 2011 | EW Entertainers of the Year               | Atriz de televisão favorita                                                         | Ringer                          | Indicada  | [ 257 ] |
| 2012 | Teen Choice Awards                        | Atriz de televisão escolhida - Drama                                                | Ringer                          | Indicada  | [ 258 ] |
| 2012 | Zap2it Awards                             | Melhor ator interpretando dois personagens em um programa                           | Ringer                          | Indicada  | [ 259 ] |
| 2012 | E! Golden Remotes Awards                  | Estrela que você mais sentirá falta                                                 | Ringer                          | Venceu    | [ 260 ] |
| 2014 | People's Choice Awards                    | Atriz favorita em uma nova série de televisão                                       | The Crazy Ones                  | Venceu    | [ 261 ] |
| 2022 | Online Film and Television Association    | Hall da Fama da Televisão                                                           | Buffy the Vampire Slayer        | Venceu    | [ 262 ] |
| 2023 | Savannah College of Art and Design TVfest | Prêmio Ícone                                                                        | Ela mesma                       | Venceu    | [ 263 ] |
| 2023 | Canneseries                               | Prêmio Ícone Canal+                                                                 | Ela mesma                       | Venceu    | [ 264 ] |